# Bondstorp
Bondstorp is een plaats in de gemeente Vaggeryd in het landschap Småland en de provincie Jönköpings län in Zweden. De plaats heeft 182 inwoners (2005) en een oppervlakte van 35 hectare. De plaats ligt aan de oostoever van het meer Råsjön, voor de rest bestaat de directe omgeving van de plaats uit zowel landbouwgrond als bos. De plaats Vaggeryd ligt ongeveer twintig kilometer ten zuidoosten van Bondstorp.